# Johan Sverdrup
Johan Sverdrup (Tønsberg, 1816 – Oslo, 1892) è stato un politico norvegese.
Fu primo ministro della Norvegia dal 1884 al 1889.